# Vorticifex effusa
Vorticifex effusa är en snäckart som först beskrevs av I. Lea 1856.  Vorticifex effusa ingår i släktet Vorticifex och familjen posthornssnäckor. IUCN kategoriserar arten globalt som livskraftig. Inga underarter finns listade i Catalogue of Life.